# Iodenafil
Iodenafil ou carbonato de iodenafil é o princípio ativo do medicamento Helleva®, desenvolvido pelo laboratório farmacêutico brasileiro Cristália, utilizado no tratamento da disfunção erétil masculina. Foi aprovado para consumo no Brasil, pela Anvisa no dia 22 de outubro de 2007.

## Propriedades
As pesquisas indicam um efeito de duração aproximada de 18 horas.